# Discografia de Aerosmith
A discografia dos Aerosmith consiste em quinze álbuns de estúdio, cinco gravados ao vivo, sete álbuns vídeo e sessenta e oito singles.
É a banda de rock norte-americana que mais vendeu em toda a história, com mais de 150 milhões de álbuns vendidos ao redor do mundo, incluindo 66,5 milhões vendidos somente nos Estados Unidos.
´

## Álbuns

### Álbuns de estúdio
| Ano  | Detalhes | Posição | Posição | Posição | Posição | Posição | Posição | Posição | Posição | Posição | Posição | Posição | Posição | Posição | Posição | Posição | Posição | Certificações Vendas | Certificações Vendas | Certificações Vendas |
| Ano  | Detalhes | US      | AUS     | AUT     | BEL     | CAN     | DIN     | FIN     | FRA     | ALE     | ITA     | HOL     | NOR     | NZ      | SUE     | SUI     | RU      | EUA                  | CAN                  | RU                   |
| ---- | --- | ------- | ------- | ------- | ------- | ------- | ------- | ------- | ------- | ------- | ------- | ------- | ------- | ------- | ------- | ------- | ------- | -------------------- | -------------------- | -------------------- |
| 1973 | Aerosmith - Lançamento: 5 de Janeiro de 1973 - Gravadora: Columbia Records - Formato: CD, CS, LP                      | 21      | —       | —       | —       | 58      | —       | —       | —       | —       | —       | —       | —       | —       | —       | —       | —       | 2× Platina           | Ouro                 | —                    |
| 1974 | Get Your Wings - Lançamento: 1 de Março de 1974 - Gravadora: Columbia Records - Formato: CD, CS, LP                   | 74      | —       | —       | —       | —       | —       | —       | —       | —       | —       | —       | —       | —       | —       | —       | —       | 3× Platina           | Platina              | —                    |
| 1975 | Toys in the Attic - Lançamento: 8 de Abril de 1975 - Gravadora: Columbia Records - Formato: CD, CS, LP                | 11      | 79      | —       | —       | 7       | —       | —       | —       | —       | —       | —       | —       | —       | —       | —       | —       | 8× Platina           | Platina              | —                    |
| 1976 | Rocks - Lançamento: 3 de Maio de 1976 - Gravadora: Columbia Records - Formato: CD, CS, LP                             | 3       | 45      | —       | —       | 14      | —       | —       | —       | —       | —       | —       | —       | —       | —       | —       | —       | 4× Platina           | Platina              | —                    |
| 1977 | Draw the Line - Lançamento: 1 de Dezembro de 1977 - Gravadora: Columbia Records - Formato: CD, CS, LP                 | 11      | —       | —       | —       | 10      | —       | —       | —       | —       | —       | —       | —       | —       | —       | —       | —       | 2× Platina           | Ouro                 | —                    |
| 1979 | Night in the Ruts - Lançamento: Novembro de 1979 - Gravadora: Columbia Records - Formato: CD, CS, LP                  | 14      | —       | —       | —       | 8       | —       | —       | —       | —       | —       | —       | —       | —       | —       | —       | —       | Platina              | Ouro                 | —                    |
| 1982 | Rock in a Hard Place - Lançamento: 1 de Outubro de 1982 - Gravadora: Columbia Records - Formato: CD, CS, LP           | 32      | —       | —       | —       | 24      | —       | —       | —       | —       | —       | —       | —       | —       | —       | —       | —       | Ouro                 | —                    | —                    |
| 1985 | Done with Mirrors - Lançamento: 21 de Outubro de 1985 - Gravadora: Geffen Records - Formato: CD, CS, LP               | 36      | —       | —       | —       | 72      | —       | —       | —       | —       | —       | —       | —       | —       | —       | —       | —       | Ouro                 | —                    | —                    |
| 1987 | Permanent Vacation - Lançamento: 18 de Agosto de 1987 - Gravadora: Geffen Records - Formato: CD, CS, LP               | 11      | 42      | —       | —       | 7       | —       | —       | —       | —       | —       | —       | —       | —       | —       | —       | 37      | 5× Platina           | 5× Platina           | Ouro                 |
| 1989 | Pump - Lançamento: 12 de Setembro de 1989 - Gravadora: Geffen Records - Formato: CD, CS, LP                           | 5       | 1       | —       | —       | 2       | —       | —       | —       | 13      | —       | —       | 9       | —       | 8       | 9       | 3       | 7× Platina           | 7× Platina           | Ouro                 |
| 1993 | Get a Grip - Lançamento: 20 de Abril de 1993 - Gravadora: Geffen Records - Formato: CD, CS, LP                        | 1       | 3       | 3       | —       | 2       | —       | —       | —       | 3       | —       | 2       | 3       | —       | 3       | 1       | 2       | 7× Platina           | Diamante             | Platina              |
| 1997 | Nine Lives - Lançamento: 18 de Março de 1997 - Gravadora: Columbia Records - Formato: CD, LP                          | 1       | 13      | 2       | 5       | 2       | —       | 1       | 5       | 3       | —       | 17      | 6       | 14      | 3       | 3       | 4       | 2× Platina           | 3× Platina           | Prata                |
| 2001 | Just Push Play - Lançamento: 6 de Março de 2001 - Gravadora: Columbia Records - Formato: CD, LP                       | 2       | 27      | 7       | 27      | 2       | 19      | 8       | 32      | 6       | 8       | 32      | 24      | —       | 19      | 3       | 7       | Platina              | —                    | —                    |
| 2004 | Honkin' on Bobo - Lançamento: 30 de Março de 2004 - Gravadora: Columbia Records - Formato: CD, LP                     | 5       | —       | 22      | 44      | 5       | —       | 35      | 52      | 32      | —       | 64      | —       | —       | 38      | 17      | 28      | Ouro                 | —                    | —                    |
| 2012 | Music from Another Dimension! - Lançamento: 6 de Novembro de 2012 - Gravadora: Columbia Records - Formato: CD, LP, DD | 5       | 30      | 12      | 23      | 6       | 28      | 17      | 35      | 7       | 7       | —       | —       | —       | 11      | 5       | 14      | —                    | Ouro                 | —                    |

### Ao vivo
| Ano                        | Detalhes | Posição | Posição | Posição | Posição | Posição | Posição | Posição | Posição | Posição | Posição | Posição | Certificações | Certificações | Certificações |
| Ano                        | Detalhes | US      | AUT     | BEL     | FIN     | FRA     | ALE     | HOL     | NZ      | SUE     | SUI     | RU      | EUA           | CAN           | RU            |
| -------------------------- | --- | ------- | ------- | ------- | ------- | ------- | ------- | ------- | ------- | ------- | ------- | ------- | ------------- | ------------- | ------------- |
| 1978                       | Live! Bootleg - Lançamento: Outubro de 1978 - Gravadora: Columbia Records - Formato: CD, CS, LP                                      | 13      | —       | —       | —       | —       | —       | —       | —       | —       | —       | —       | Platina       | Ouro          | —             |
| 1986                       | Classics Live! - Lançamento: Abril de 1986 - Gravadora: Columbia Records - Formato: CD, CS, LP                                       | 84      | —       | —       | —       | —       | —       | —       | —       | —       | —       | —       | Platina       | —             | —             |
| 1987                       | Classics Live! Vol. 2 - Lançamento: Junho de 1987 - Gravadora: Columbia Records - Formato: CD, CS, LP                                | —       | —       | —       | —       | —       | —       | —       | —       | —       | —       | —       | Ouro          | —             | —             |
| 1998                       | A Little South of Sanity - Lançamento: 20 de Outubro de 1998 - Gravadora: Geffen Records - Formato: CD, CS, LP                       | 12      | 37      | 34      | 24      | 39      | 21      | 34      | 47      | 16      | 24      | 36      | Platina       | Platina       | —             |
| 2005                       | Rockin' the Joint - Lançamento: 25 de Outubro de 2005 - Gravadora: Columbia Records - Formato: CD, CS, LP                            | 24      | —       | —       | —       | —       | —       | —       | —       | —       | 97      | —       | —             | —             | —             |
| 2015                       | Aerosmith Rocks Donington 2014 - Lançamento: 4 de Setembro de 2015 - Gravadora: Universal Music Group - Formato: CD, DVD, Bluray, LP | —       | —       | —       | —       | —       | 40      | —       | —       | —       | 85      | —       | —             | —             | —             |
| "—" não chegou às tabelas. | |         |         |         |         |         |         |         |         |         |         |         |               |               |               |

### Coletâneas
| 1980                       | Greatest Hits - Lançamento: Outubro de 1980 - Gravadora: Columbia Records - Formato: CD, CS, LP                                                                                       | 53  | —  | —  | —  | —  | — | —  | — | —  | — | —  | —  | —  | —   | Diamante ( 11× Platina) | Platina    | —       |
| 1988                       | Gems - Lançamento: Novembro de 1988 - Gravadora: Columbia Records - Formato: CD, CS, LP                                                                                               | 133 | —  | —  | —  | —  | — | —  | — | —  | — | —  | —  | —  | —   | Ouro                    | —          | —       |
| 1991                       | Pandora's Box - Lançamento: Novembro de 1991 - Gravadora: Columbia Records - Formato: CD, CS, LP                                                                                      | 45  | —  | —  | —  | —  | — | —  | — | —  | — | —  | —  | —  | —   | Platina                 | —          | —       |
| 1994                       | Big Ones - Lançamento: 1 de Novembro de 1994 - Gravadora: Geffen Records - Formato: CD, CS, LP                                                                                        | 6   | 12 | 4  | —  | 87 | — | 5  | — | 8  | 9 | 4  | 5  | 6  | 7   | 4× Platina              | 8× Platina | Platina |
| 1994                       | Box of Fire - Lançamento: 22 de Novembro de 1994 - Gravadora: Columbia Records - Formato: CD, CS, LP                                                                                  | —   | —  | —  | —  | —  | — | —  | — | —  | — | —  | —  | —  | —   | Ouro                    | —          | —       |
| 1995                       | Pandora's Toys - Gravadora: Columbia Records - Formato: CD, CS, LP | —   | —  | 14 | —  | —  | — | —  | — | 41 | — | —  | —  | 21 | —   | —                       | —          | —       |
| 2001                       | Young Lust: The Aerosmith Anthology - Lançamento: 20 de Novembro de 2001 - Gravadora: Geffen Records - Formato: CD, LP                                                                | 191 | 48 | —  | 21 | —  | — | 78 | 6 | —  | — | 15 | 30 | —  | 32  | Ouro                    | —          | Ouro    |
| 2002                       | O, Yeah! Ultimate Aerosmith Hits - Lançamento: 2 de Julho de 2002 - Gravadora: Columbia/Geffen Records - Formato: CD, LP                                                              | 4   | —  | —  | —  | —  | 9 | —  | — | 23 | — | —  | —  | 90 | 6   | 2× Platina              | —          | Ouro    |
| 2005                       | Gold - Lançamento: 11 de Janeiro de 2005 - Gravadora: Geffen Records - Formato: CD, LP                                                                                                | —   | —  | —  | —  | —  | — | —  | — | —  | — | —  | —  | —  | 181 | —                       | —          | —       |
| 2006                       | Devil's Got a New Disguise: The Very Best of Aerosmith - Título no RU: The Very Best of Aerosmith - Lançamento: 17 de Outubro de 2006 - Gravadora: Columbia Records - Formato: CD, LP | 33  | 31 | 75 | —  | —  | — | —  | — | —  | — | 30 | —  | 2  | 19  | —                       | —          | —       |
| 2011                       | Tough Love: The Best of the Ballads - Lançamento: 10 de Maio de 2011 - Gravadora: Columbia Records - Formato: CD, LP                                                                  | —   | —  | —  | —  | —  | — | —  | — | —  | — | —  | —  | 87 | 42  | —                       | —          | —       |
| "—" não chegou às tabelas. | |     |    |    |    |    |   |    |   |    |   |    |    |    |     |                         |            |         |